# Identitätsanbieter
Identitätsanbieter oder englisch identity provider, speichern und verwalten digitale Identitäten von Nutzern.  Service-Provider-Dienste können auf diese zugreifen.
Identity Provider Systeme bieten dann wichtige Cyber-Sicherheitsdienste für Service-Provider, wie die Authentifizierung eines Nutzers für Single-Sign-On (SSO) und die Autorisierung eines Zugriffs auf die Ressourcen der Identität über spezielle APIs. Dazu authentifiziert der Identity Provider den Nutzer und gibt diese Informationen an die Service-Provider weiter. Die Kommunikation zwischen Identity Provider und Service-Provider erfolgt über entsprechende Sicherheitsprotokolle, wie z. B. SAML, OpenID oder OAuth. Service-Provider können Dienste von Unternehmen, Webshops usw. sein. Dazu suchen sich Service-Provider vertrauenswürdige Identity Provider aus.

## Arten von Identitätsanbietern
OpenID-Provider
OpenID Connect (OIDC) stellt eine Identitätsschicht über OAuth dar. Im Domänenmodell, das mit OIDC in Verbindung steht, handelt es sich bei einem Identitätsanbieter um einen speziellen Typ eines OAuth 2.0-Autorisierungsservers. Genauer gesagt gibt eine Systementität namens OpenID-Provider über eine RESTful HTTP-API JSON-formatierte Identitätstoken an OIDC-Vertrauensparteien aus.

Ein SAML-Identitätsanbieter
Die Security Assertion Markup Language (SAML) ist eine Sammlung von Profilen zum Austausch von Authentifizierungs- und Autorisierungsdaten über Sicherheitsdomänen hinweg. Im SAML-Domänenmodell ist ein Identitätsanbieter eine besondere Art von Authentifizierungsautorität. Genauer gesagt ist ein SAML-Identitätsanbieter eine Systementität, die Authentifizierungsaussagen in Verbindung mit einem SSO-Profil von SAML ausstellt. Ein vertrauender Dienst, der diese Authentifizierungsaussagen verarbeitet, wird als SAML-Dienstanbieter bezeichnet.